# Carglass
Carglass es una marca comercial de reparación y sustitución de lunas de automóviles que pertenece al grupo Belron, filial del grupo belga D'Ieteren.

## Ubicaciones
Carglass está presente en la mayoría de países europeos y en otras partes del mundo.

### Francia

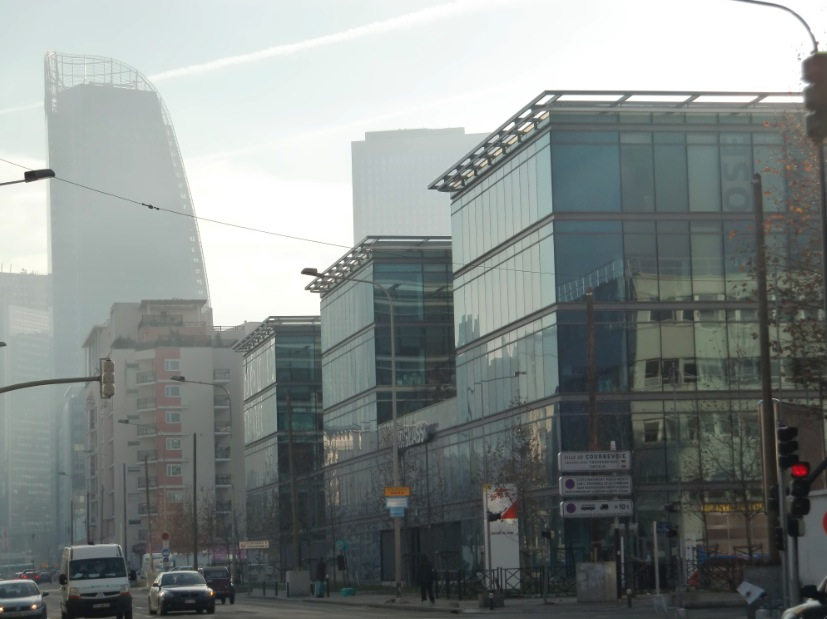
Sede de Carglass en el norte de La Défense.

Creada en Francia en 1986, la empresa Carglass está especializada en la reparación de los impactos del parabrisas, la sustitución de las ventanas de automóviles  y la recalibración de la cámara ADAS situada en el parabrisas.
La sede francesa de Carglass se encuentra en Courbevoie en Hauts-de-Seine, al norte del distrito de negocios de La Défense .
Carglass contaba, a finales de diciembre 2022, con cerca de 3000 empleados, más de 700 talleres  y más de 350 vehículos-taller. La sede, en Courbevoie, incluye también un centro de reparación y sustitución de lunas de automóvil, así como la universidad corporativa del reparador. En 2014, Carglass creó el primer certificado de calificación de operador de vidrio profesional, reconocido por los profesionales de la automoción.
El centro de relaciones con los clientes internos de Carglass se encuentra en el Futuroscope Technopole, un polígono industrial en el departamento de Vienne.
Desde el año 2010 Carglass invierte en un enfoque de RSC, promoviendo la reparación de parabrisas en lugar de su sustitución, reciclando el 100% de los parabrisas rotos y electrificando su flota de vehículos taller. La empresa está certificada ISO 9001, ISO 14001 e ISO 45001 y ha obtenido el sello Gold Ecovadis.

## Accionistas
Carglass pertenece a los siguientes accionistas :  
De Ieteren Group, Clayton, Dubilier & Rice, Hellman & Friedman, GIC y BlackRock y la Dirección, los empleados y la familia fundadora.